# Дэльвин, Юрий Павлович
Юрий Павлович Дэльвин (26.01.1930 — 21.12.2017) — ведущий конструктор «Лунохода-1», лауреат Государственной премии СССР.

## Биография
Родился 26.01.1930.  Отец — Павел Илларионович Дэльвин (22 января 1902, село Ивановское Вятской губернии —  21 сентября 1973, Казань) — советский политик, первый секретарь Актюбинского областного комитета КПСС (1955—1958). Мать — Елена Михайловна, урожденная Шмелькова. Жена — Серафима Александровна. Сын — Юрий.
После окончания Казанского авиационного института (1954) поступил в ОКБ-301 (НПО Лавочкина) и работал там до 2005 года в должностях инженера-конструктора, ведущего инженера, заместителя начальника комплекса наземной экспериментальной отработки.
Ведущий конструктор «Лунохода-1». Участвовал в разработке многих космических тем.
В 2005 году в возрасте 75 лет вышел на пенсию.
Лауреат Государственной премии СССР. Награждён орденами Ленина и Дружбы народов, медалями.
Похоронен на Перепечинском кладбище.